# 奥斯马尔·奥尔韦拉
奥斯马尔·奥尔韦拉·伊瓦拉（西班牙語：Osmar Olvera Ibarra，2004年6月5日—），墨西哥男子跳水运动员，曾經獲得2023年世界游泳锦标赛男子1公尺跳板和3公尺跳板银牌，曾經參加2020年夏季奥林匹克运动会、2024年夏季奧林匹克運動會。